# مارسيل هاكر
مارسيل هاكر (بالألمانية: Marcel Hacker)‏ هو مجدف ألماني، ولد في 29 أبريل 1977 في ماغديبورغ في ألمانيا.

## وصلات خارجية
- مارسيل هاكر على موقع الاتحاد الدولي للتجديف (الإنجليزية)
- مارسيل هاكر على موقع اللجنة الأولمبية الدولية (الإنجليزية)
- مارسيل هاكر على موقع أوليمبيديا (الإنجليزية)
- مارسيل هاكر على موقع اللجنة الأولمبية الألمانية (الألمانية)